# Ensis megistus
Ensis megistus is een tweekleppigensoort uit de familie van de Pharidae. De wetenschappelijke naam van de soort is voor het eerst geldig gepubliceerd in 1943 door Pilsbry & McGinty.